# ممدوح المرداسي
ممدوح المرداسي ممدوح بن عدوان المرداسي حكم كرة قدم دولي سعودي حصل على الشارة الدولية عام 2003م وشارك في العديد من البطولات الخارجية، اعتزل التحكيم عام 2009م، سبق أن مثل نادي النصر وكان على علاقة جيدة بالأمير عبد الرحمن بن سعود رمز النصر وحاليًا هو عضو في لجنة الحكام.